# بوسولاي
بوسولاي (بالفرنسية: Beausoleil)‏ هي بلدية فرنسية تقع في إقليم الألب البحرية من منطقة بروفنس ألب كوت دازور في جنوب شرق فرنسا. تبلغ مساحة هذه المدينة 5.48 (كم²)، وترتفع عن سطح البحر م، يبلغ عدد سكانها 14078 نسمة حسب إحصاء المعهد الوطني للإحصاء والدراسات الاقتصادية سنة 2009 م. وترأس Gérard Spinelli البلدية خلال فترة (2008-2014).

## توأمة
لبيوسوليل اتفاقيات توأمة مع:
- ألبا

## وصلات خارجية
- صفحة البلدية على موقع المعهد الوطني للإحصاء والدراسات الاقتصادية